# 제생의원
제생의원(濟生醫院) 또는 제생병원은 한국 최초의 일본인설립 의료기관이다. 현재의 부산대학교병원과 부산의료원으로 발전하였다. 부산대학교병원의 전신으로 볼 수 있다.

## 개요
1876년 조일 수호 조약이 체결되고 부산이 개항되자 부산에는 일본인 1천여 명이 건너와 살게 되었다. 당시 일본은 대륙 진출을 노리고 있었고, 그에 도움이 되는 일은 무엇이든 합법적인 절차를 밟아 성사시켰다. 병원 개설은 그 좋은 예이며, 부산에 제생의원을 세운 뒤 원산(생생의원), 인천(일본병원), 서울(일본관의원) 등에도 병원을 세웠다. 병원 설립 명목은 ‘조선에 살고 있는 일본인의 위생을 지킨다’였고, 그에 따라 1877년 1월 해군의 군의였던 야하라를 파견하였다. 또한 제생의원은 장래의 전진기지 확보를 위한 것이었기에 나중에 육군이 상륙하자 모두 병참기지로 바뀌었고, 병원 건물은 다른 곳으로 옮겼다.
제생의원은 명목상 조선에 거주하는 일본인을 위해 세워졌으나 조선인 환자도 받았다. 이는 다른 곳, 예컨대 서울의 일본관의원도 마찬가지였다. 정부의 고관대작이 일본관의원에 많이 드나들었고, 정부의 위생에 관한 자문을 구하거나 제생의원에서 위생 고문을 위촉하기도 했다.
제생의원의 서양 의술은 종래의 한의학 및 샤머니즘과 갈등을 빚기도 했다. 당시 죽을병으로 알려진 폐결핵을 제생의원에서 고친 일을 두고 의사가 조화를 부려 병마를 물리쳤다고 수군거렸다고 한다. 우두를 접종할 때에는 뿔이 난다거나 소가 된다는 미신이 널리 퍼져 갈등이 많았다. 환자 가운데에는 서양 의술을 펼치는 의사를 믿지 못해, 한약으로 고칠 수 없어 찾아왔다가 수술칼을 보고 겁을 먹고 달아나기도 했으며, 그에 따라 몇몇 일본인 의사는 모르핀을 사용하여 일단 환자를 안심시킨 뒤에 치료를 하기도 했다고 한다. 통증을 사라지게 하자 훌륭한 재주를 가진 사람으로 착각하고 안심하고 환부를 보였다는 이야기인데, 중독 증상이 있는 모르핀을 쓰지 않았으리라 여겨지기도 하나, 당시의 기록에 자주 등장함으로 볼 때 아주 근거 없지는 않아 보인다.
수술칼과 함께 조선인이 제생의원을 기피하게 한 것은 의사들이 차고 있던 군도(사브르)였다. 제생의원은 일본 해군이 세운 만큼 해군 군의가 많았으며, 그들은 진료 및 치료할 때조차 군도를 차고 있었다. 그런 까닭에 제생의원에 다녀온 조선인은 다시 가기를 꺼렸다.

## 기타
부산 제생의원은 1879년 지석영이 제생의원 원장 마쓰마에[松前讓]와 군의(軍醫) 도즈카(戶塚積齊)로부터 종두법을 배운 곳이기도 하다.